# Amfilohije Radović
Risto “Amfilohije” Radović (in lingua serba: Ристо Радовић; Bare Radovića, 7 gennaio 1938 – Podgorica, 30 ottobre 2020) è stato un arcivescovo ortodosso montenegrino, metropolita del Montenegro.

## Biografia

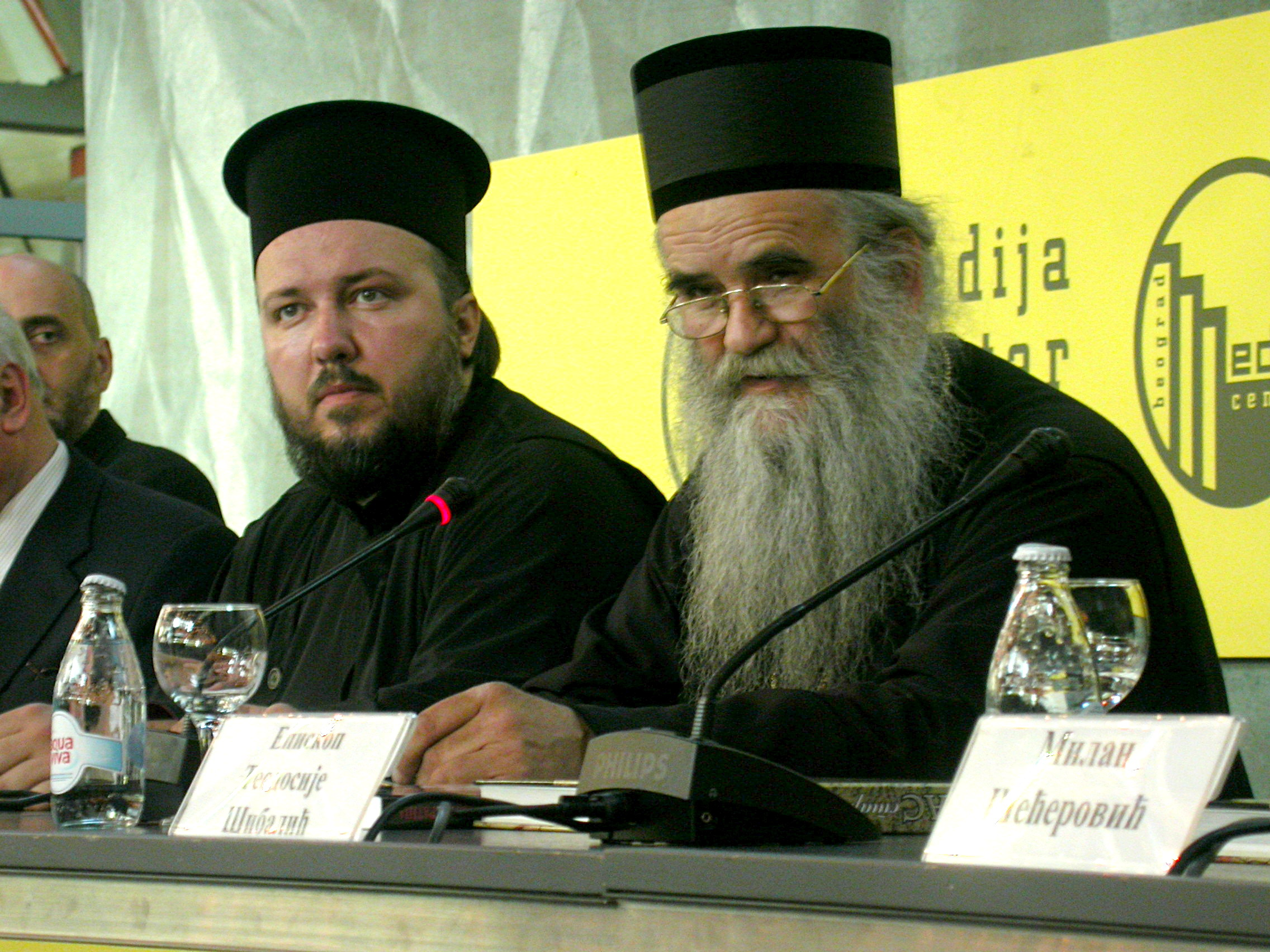
Velibor Džomić e Amfilohije Radović nel 2007.

Nato il 7 gennaio del 1938 a Bare Radovića da Ćira e Mileva Radović, nella bassa valle della Morača, fu metropolita del Montenegro e del Litorale nella Chiesa ortodossa serba e detenne il titolo di vescovo metropolita di Cetinje. Dal 2011, è anche vescovo per l'America centrale e del sud, con sede episcopale nella città di Buenos Aires, in Argentina.
Nel 1985 fu nominato vescovo (vladika) del Banato con il nome monacale di Amfilohije (in italiano Anfilochio, in lingua serba Амфилохије), venendo consacrato dal patriarca della Chiesa ortodossa serba German. Nel 1991 venne eletto metropolita del Montenegro e del Litorale dal sinodo del patriarcato serbo, quando il Montenegro e la Serbia erano politicamente uniti.
Il 13 novembre 2007, quando il patriarca Pavle venne ricoverato, il sinodo della Chiesa serba, elesse il metropolita Amfilohije per farne le veci; dopo la morte del patriarca il 15 novembre 2009, continuò il suo ruolo di guardiano del trono patriarcale (locum tenens), fino all'elezione del vescovo Irineo da Niš come nuovo patriarca il 22 gennaio 2010.
Amfilohije Radović è morto nel 2020, vittima dell’epidemia di coronavirus.